# Arrothia
Arrothia é um gênero de traça pertencente à família Arctiidae.